# Landres (Ardennes)
Landres is een plaats in het Franse departement Ardennes in de regio Grand Est. De plaats maakt deel uit van het arrondissement Vouziers.

## Geschiedenis
Landres vormde in 1828 samen met Saint-Georges de gemeente Landres-et-Saint-Georges. Deze gemeente maakte deel uit van het kanton Buzancy tot dit op 22 maart werd opgeheven en gemeenten werden opgenomen in het kanton Vouziers.